# Micrurus annellatus
Micrurus annellatus este o specie de șerpi din genul Micrurus, familia Elapidae, descrisă de Peters 1871.

## Subspecii
Această specie cuprinde următoarele subspecii:
- M. a. annellatus
- M. a. balzanii
- M. a. bolivianus